# Southern (Govia Thameslink Railway)

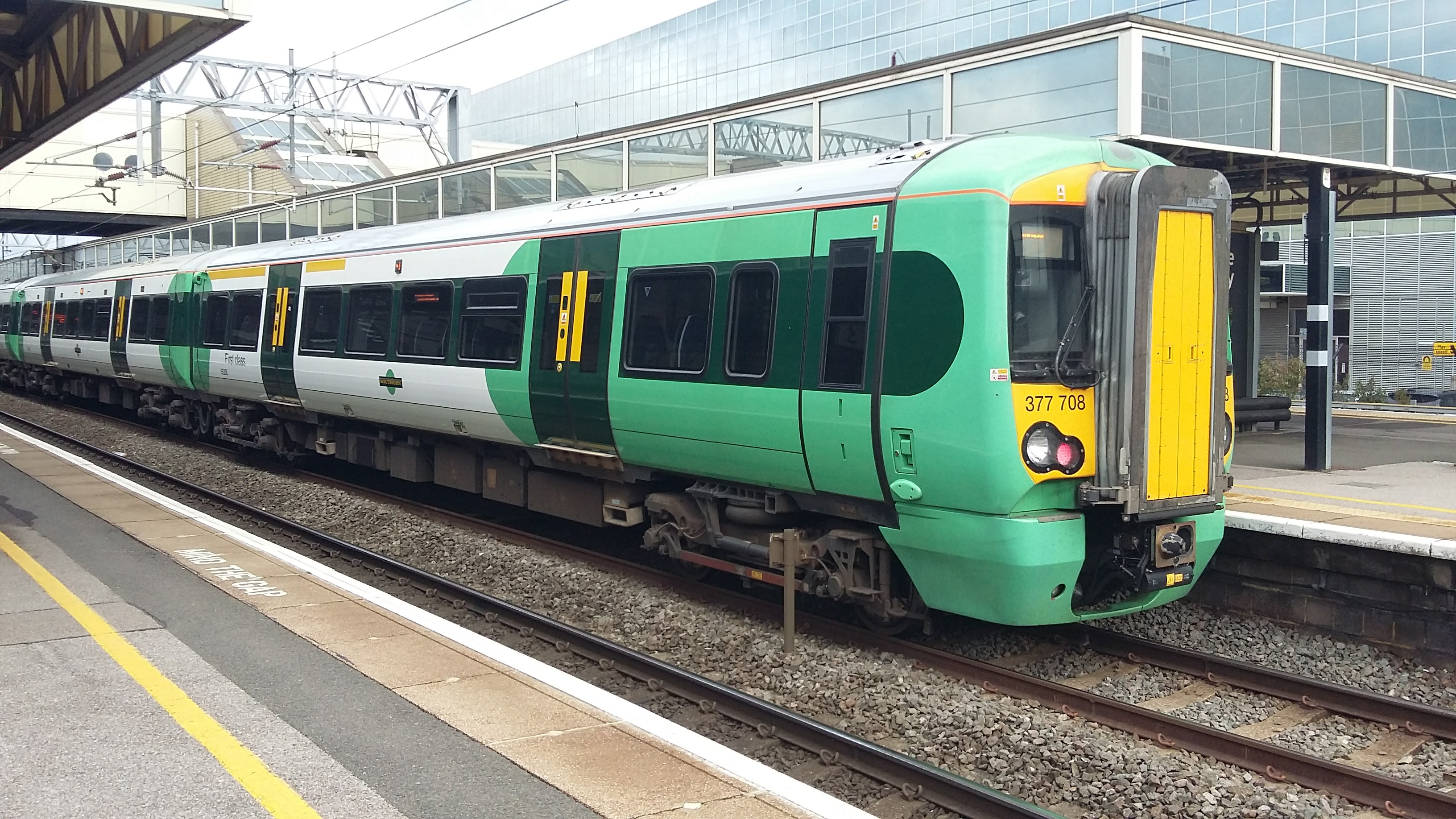
Rame Class 377 utilisé par la franchise Southern à Milton Keynes

Southern est le nom de marque utilisé par la compagnie ferroviaire Govia Thameslink Railway (GTR) sur les routes du sud de la franchise Thameslink, Southern et Great Northern en Angleterre. Il s'agit d'une filiale de Govia, une coentreprise entre les groupes de transport Go-Ahead et Keolis, qui exploite la franchise ferroviaire South Central depuis août 2001 et le service Gatwick Express depuis juin 2008. En juillet 2015, la franchise GTR, mais les identités de la marque Southern et Gatwick Express ont été conservées aux côtés de celles de Thameslink et de Great Northern. Southern exploite la majorité des services de banlieue depuis ses terminaux de London Central à London Bridge et London Victoria vers South London et Sussex , ainsi que des services régionaux dans certaines parties du Hampshire , du Kent et du Surrey . Il fournit également des services entre Milton Keynes et Croydon via la ligne West London. Principales destinations desservies: Banstead, Beckenham Junction, Epsom Downs, Epsom, Leatherhead, East Croydon, Mitcham Junction, Sutton, East Grinstead, Uckfield, Caterham, Tattenham Corner, Redhill, Aéroport de Gatwick, Crawley, Horsham, Littlehampton, Worthing, Bognor Regis, Southampton, Portsmouth, Brighton, Eastbourne et Bexhill. Il exploite également des services de Brighton à Ashford, de Brighton à Seaford, de Brighton à Southampton et de South Croydon à Milton Keynes Central.
Elle exploite également des services de Brighton à Ashford , de Brighton à Seaford , de Brighton à Southampton et de South Croydon à Milton Keynes Central .

## Histoire
Après la fin de British Rail, Connex South Central s'est vu attribuer la franchise Network SouthCentral par le directeur du Franchising Rail Passenger .  Les opérations ont commencé le 26 mai 1996.
En mars 2012, le ministère des Transports a annoncé qu'Abellio , FirstGroup , Govia , MTR et Stagecoach avaient été présélectionnés pour la nouvelle franchise de Thameslink, Southern et Great Northern. L'appel d'offres devait être publié en octobre 2012, avec l'adjudicataire annoncé au printemps 2013. Cependant, à la suite de l'effondrement du processus de refranchissement InterCity West Coast, le gouvernement a annoncé en octobre 2012 que le processus serait mis en attente en attendant les résultats d'un examen.
En décembre 2012, le service London Hill de London, en direction de London Bridge , a cessé ses activités et a été remplacé en partie par le nouveau service Clapham Junction de London Overground au service de Dalston Junction.
À la conclusion de la franchise Southern en juillet 2015, la franchise South Central a été fusionnée avec la franchise Govia Thameslink Railway, qui est gérée comme un contrat de gestion plutôt que comme une franchise traditionnelle. Cependant la marque du Sud a été retenue.

## Routes
Le réseau de services exploité par Southern comprend des services de banlieue locale («Metro») dans le sud de Londres et des services régionaux s'étendant dans les comtés du sud.  Toutes les routes sont au sud de la Tamise, à l'exception du service de la route de l'ouest de Londres, qui traverse Londres via Shepherd's Bush et remonte la ligne principale de la côte ouest jusqu'à Milton Keynes.  Avec la route Thameslink et la future route Crossrail, il s'agit de l'une des rares routes nationales longue distance à traverser Londres au lieu de s'arrêter à l'une des terminus ferroviaires de Londres.  Les routes du sud qui ne desservent pas Londres comprennent les lignes West Coastway et East Coastway le long de la côte sud de Sussex , Kent et Hampshire

## Matériel roulant
La plupart des routes du Sud sont exploitées à l'aide d'unités électriques multiples, mais les routes internationales London Bridge-East Croydon-Oxted-Uckfield et Brighton-Eastbourne-Hastings-Rye-Ashford ne sont pas entièrement électrifiées et fonctionnent avec des unités diesel multiples.
South Central a hérité de Connex South Central une flotte de trains à unités multiples de Class 205, de Class 207, de Class 319, de Class 421, de Class 423, de Class 455 et de Class 456. Southern a hérité d'une locomotive de Class 73 et d'un train de Class 460 Juniper de Gatwick Express.
Un engagement de franchise consistait à remplacer tout le stock de Slam door Mark 1, ce qui a obligé Southern à commander 28 électrostars à double tension de Class 377 à trois voitures, 139 à quatre voitures et 15 à quatre voitures en septembre 2001 et mars 2002 pour remplacer la Class 421, Class 422 et Class 423.
En août 2002, Southern a commandé neuf Turbostars de Class 171 à deux voitures et six à quatre voitures pour remplacer les Class 205 et 207 sur les routes qui ne sont pas entièrement électrifiées. En 2006, une dix-septième voiture de Class 171 provenant de South West Trains.
En 2007, Southern a commandé 12 Electrostars Class 377/5 à quatre tensions et quatre voitures pour remplacer les 12 autres Class 319 transférer à First Capital Connect.  En mars 2008, Go Ahead a acheté 11 autres Class 377/5.  Tous les 23 ont été sous-loués à First Capital Connect pour fournir des stocks supplémentaires pour le programme Thameslink.
Pour approvisionner les services étendus de Gatwick Express à Brighton, Southern a loué 17 Class 442 Wessex, retirés par South West Trains début 2007. Après avoir conservé la franchise en 2009, Southern a loué les sept autres Class 442. Le dernier des Juniper de Class 460 a été retiré en septembre 2012.
Afin de libérer les Class 377/3 pour les services de banlieue de Londres, Southern a introduit une flotte d'ex- London Overground Class 313 sur les lignes Coastway à partir de mai 2010.
Tous les vingt-quatre Class 456 ont été transférés à South West Trains en 2014 après l'introduction de la flotte Class 377/6.